# Dounoux
Dounoux (1793 noch mit der Schreibweise Donnoux) ist eine französische Gemeinde mit 871 Einwohnern (Stand 1. Januar 2022) im Département Vosges in der Region Grand Est. Sie gehört zum Arrondissement Épinal und zum Kommunalverband Agglomération d’Épinal.

## Geografie

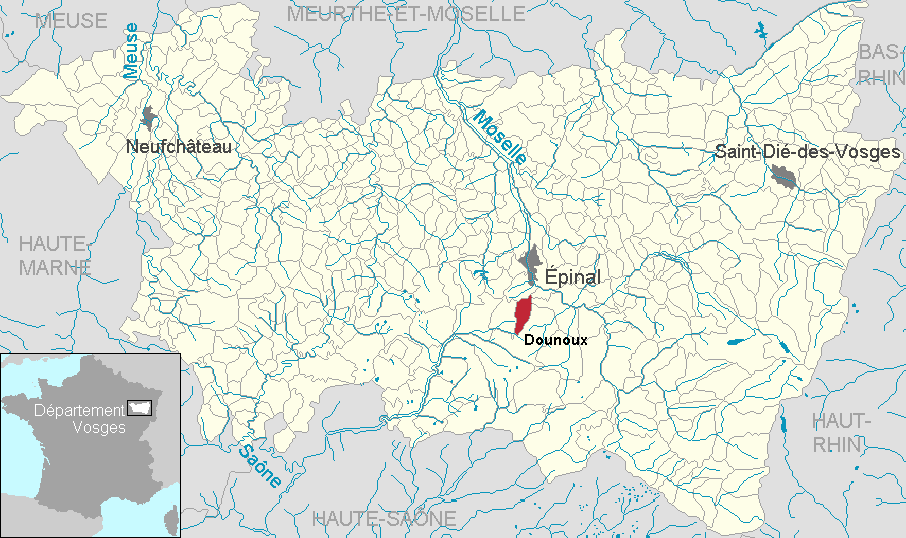
Lage der Gemeinde Dounoux im Département Vosges

Das Gemeindegebiet von Dounoux liegt durchschnittlich 416 Meter über dem Meer auf dem Hochplateau der Vôge, die einen Abschnitt der Wasserscheide zwischen den Einzugsgebieten von Saône/Rhône und Mosel/Rhein bildet.
Das 9,34 km² große, lang gezogene Gemeindegebiet besteht zu 31 % aus Wald, der vornehmlich im Norden und Süden zu finden ist. Im Norden liegt die Quelle des Côney, eines Nebenflusses der oberen Saône, während nahe dem Bahnhof mit dem Ruisseau de Rainjumenil ein kleiner, direkter Nebenfluss der Mosel entspringt.
Nachbargemeinden von Dounoux sind Épinal und Dinozé im Norden, Arches im Nordosten, Hadol im Osten und Süden sowie Uriménil im Westen.

## Geschichte
Die erste Erwähnung des Dorfes geht auf eine Urkunde aus dem Jahr 1390 zurück. Es ging dabei um einen Anteil am Zehnten, den Jacob d'Ancelle aus den Dörfern Urimenil und Dounnoux erhielt.
In der Zeit des Ancien Régime unterstand das Gebiet der heutigen Gemeinde der Propstei in Arches und den Äbtissinnen des Chapitre de Remiremont.
Für das Jahr 1789 wurden folgende landwirtschaftliche Erzeugnisse der Bauern in Dounoux festgehalten: Roggen, Gerste, Buchweizen, Hafer, Flachs, Hanf, Kartoffeln sowie Heu.
Durch die offene, hohe Lage von Dounoux wurde die Gemeinde im Dezember 1999 besonders schwer vom Orkan Lothar heimgesucht.

### Bevölkerungsentwicklung
| Jahr                       | 1962 | 1968 | 1975 | 1982 | 1990 | 1999 | 2011 | 2021 |
| Einwohner                  | 391  | 372  | 457  | 711  | 807  | 788  | 852  | 866  |
| Quellen: Cassini und INSEE |      |      |      |      |      |      |      |      |

## Sehenswürdigkeiten
- Kirche St. Medardus (Église Saint-Médard), 1843 erbaut
- Überreste des 1880 errichteten Forts du Bambois in einem Wald nördlich von Dounoux

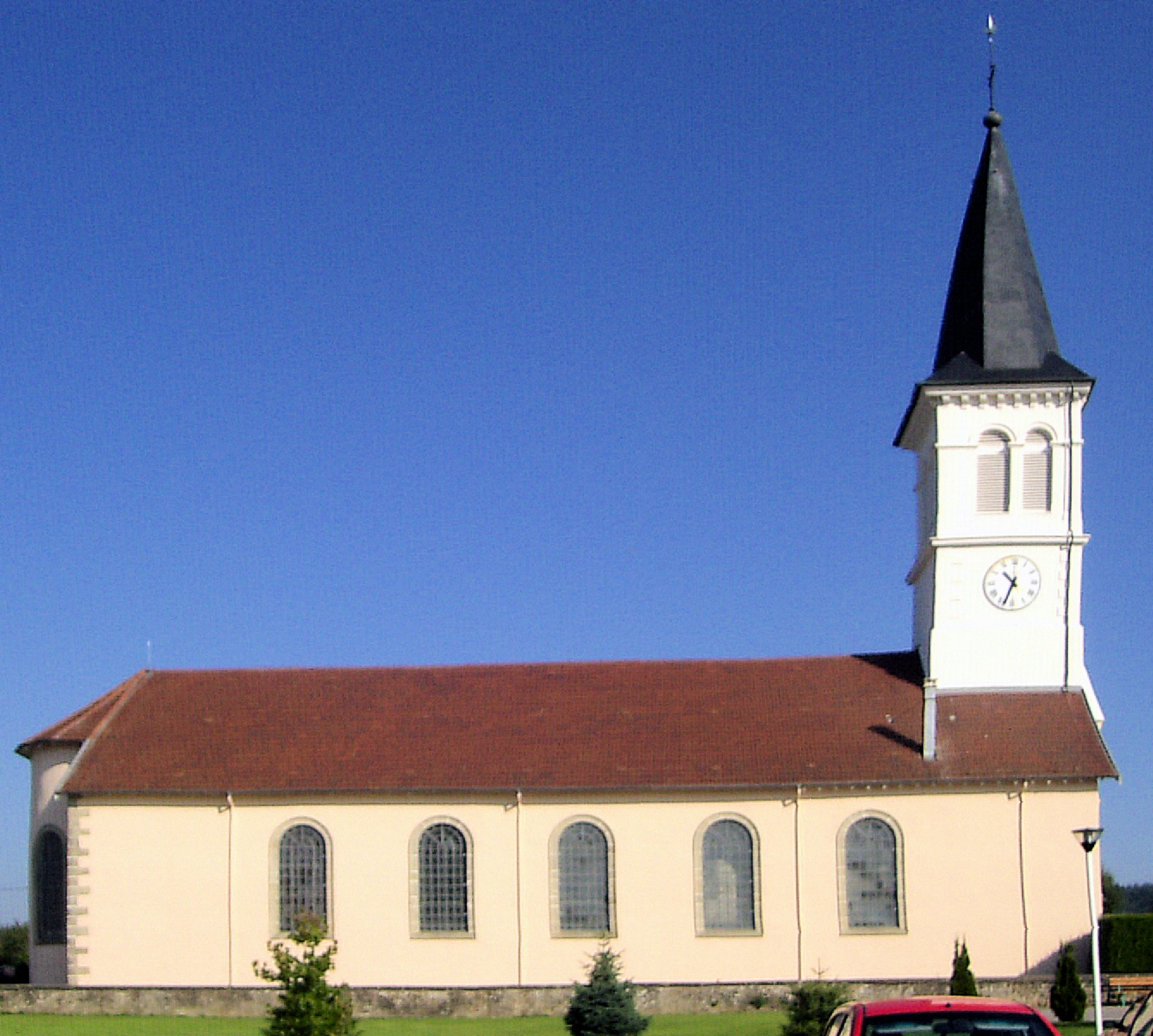
Kirche Saint-Médard
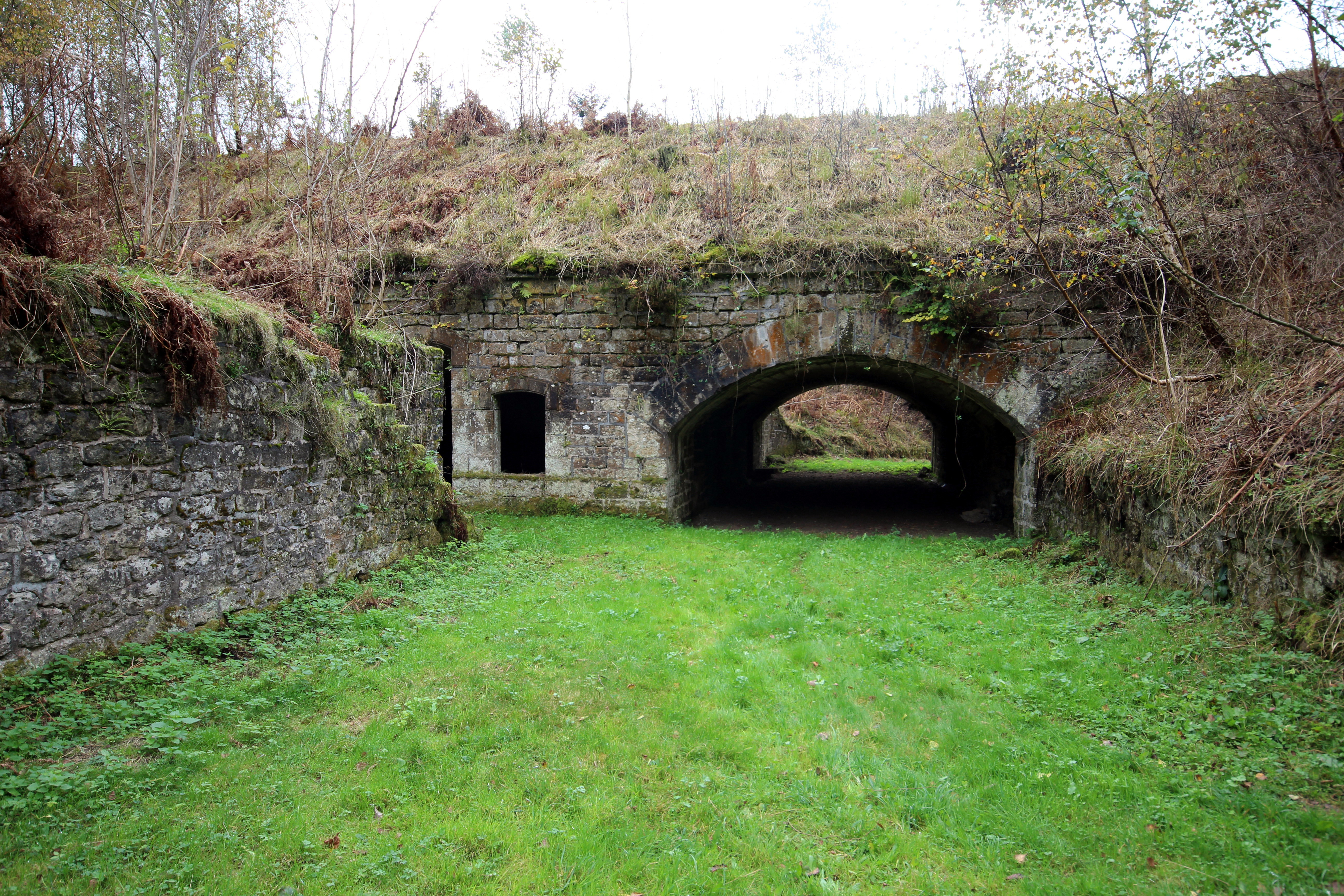
Reste des Forts du Bambois

## Wirtschaft und Infrastruktur
Neben einigen kleinen Handwerksbetrieben hat sich in der Rue du Tissage eine Fabrik (Prodefica SARL) angesiedelt, die Seifen und Waschmittel herstellt. In der Gemeinde sind 14 Landwirtschaftsbetriebe ansässig (Milchwirtschaft, Zucht von Geflügel, Rindern, Schafen und Ziegen). Einige Erwerbstätige pendeln in die umliegenden größeren Ortschaften, hauptsächlich in die nahe Stadt Épinal.
Die Nationalstraße 434 (Épinal-Vesoul) führt in Nord-Süd-Richtung durch die Gemeinde Dounoux. Weitere Straßen führen in die Nachbargemeinden Hadol und Uriménil. Der Bahnhof Dounoux liegt an der Bahnlinie Nancy–Belfort, die vom Unternehmen TER Grand Est betrieben wird.